# Tina Süß
Tina Süß, verheiratete Berg (* 22. Dezember 1978) ist eine ehemalige deutsche Fußballspielerin.

## Karriere
Süß wurde bereits 16-jährig beim FSV Frankfurt als Mittelfeldspielerin in der Gruppe Süd der seinerzeit zweigleisigen Bundesliga eingesetzt und hatte damit Anteil an der Meisterschaft, die mit dem 2:0-Sieg am 14. Mai 1995 über Grün-Weiß Brauweiler errungen wurde, sowie an den beiden Erfolgen im Wettbewerb um den Vereinspokal; wobei sie in allen drei Endspielen nicht mitgewirkt hatte. Eingesetzt wurde sie jedoch in den beiden siegreichen Spielen um den DFB-Supercup; am 5. August 1995 im Düsseldorfer Rheinstadion, beim 4:0-Sieg über den TSV Siegen, mit Einwechslung für Britta Unsleber in der 57., und am 4. September 1996 in Nidderau, beim 2:0-Sieg n. V. über die Sportfreunde Siegen, mit Einwechslung für Daniela Stumpf in der 72. Minute.
Zur Premierensaison der eingleisigen Bundesliga, 1997/98, wurde sie vom TuS Niederkirchen verpflichtet. Bis Saisonende 2002/03 spielte sie für den Verein aus dem Landkreis Bad Dürkheim, davon vier Saisons in der höchsten Spielklasse im deutschen Frauenfußball und zwei in der seinerzeit zweitklassigen Regionalliga Südwest. Größten Erfolg mit diesem Verein hatte sie mit dem Erreichen des Halbfinales des Pokal-Wettbewerbs, in dem ihre Mannschaft mit 0:1 beim FCR Duisburg 55 verlor. In der Saison 1999/2000, in der ihre Mannschaft erstmals abstieg, kam sie in 14 Saisonspielen zum Einsatz, in denen sie fünf ihrer sechs Tore in ihren fünf letzten Einsätzen erzielte, in ihrer letzten Saison lediglich in vier Saisonspielen. 2003 schloss sie sich dem RSV Germania Pfungstadt in der Oberliga Hessen an.

## Erfolge
FSV Frankfurt
- Deutscher Meister 1995
- DFB-Pokal-Sieger 1995, 1996
- DFB-Supercup-Sieger 1995, 1996

TuS Niederkirchen
- Meister Oberliga Südwest 2001, Regionalliga Südwest 2002
- DFB-Pokal-Halbfinalist 1998